# 465 (szám)
A 465 (római számmal: CDLXV) egy természetes szám, háromszögszám, az első 30 pozitív egész szám összege; szfenikus szám, a 3, az 5 és a 31 szorzata.

## A szám a matematikában
A tízes számrendszerbeli 465-ös a kettes számrendszerben 111010001, a nyolcas számrendszerben 721, a tizenhatos számrendszerben 1D1 alakban írható fel.
A 465 páratlan szám, összetett szám, azon belül szfenikus szám, kanonikus alakban a 31 · 51 · 311 szorzattal, normálalakban a 4,65 · 102 szorzattal írható fel. Nyolc osztója van a természetes számok halmazán, ezek növekvő sorrendben: 1, 3, 5, 15, 31, 93, 155 és 465.
A 465 négyzete 216 225, köbe 100 544 625, négyzetgyöke 21,56386, köbgyöke 7,74731, reciproka 0,0021505. A 465 egység sugarú kör kerülete 2921,68117 egység, területe 679 290,87152 területegység; a 465 egység sugarú gömb térfogata 421 160 340,3 térfogategység.